# Сульфат тетраамминмеди(II)

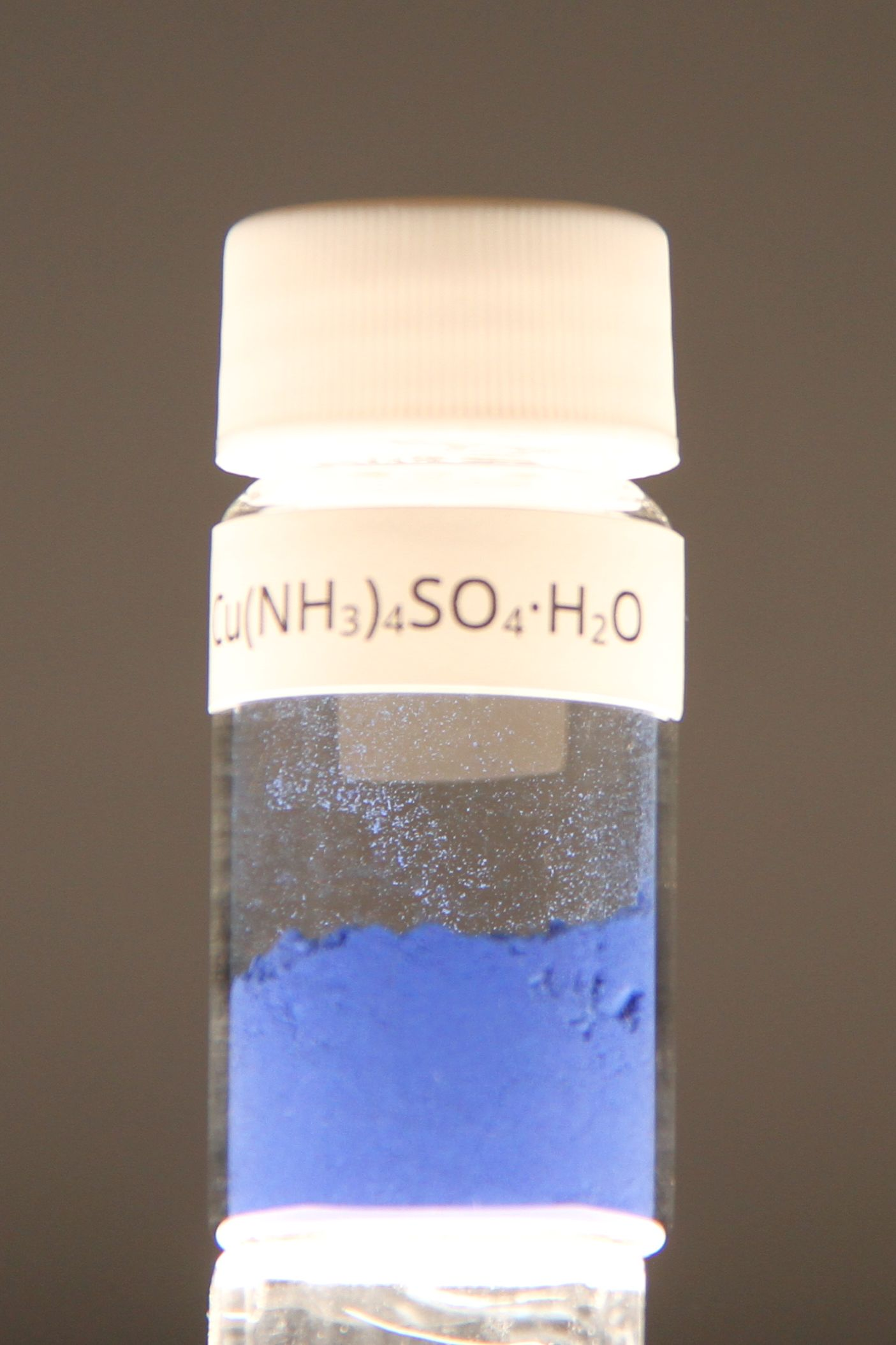
Сульфат тетраамминмеди в перемолотом виде

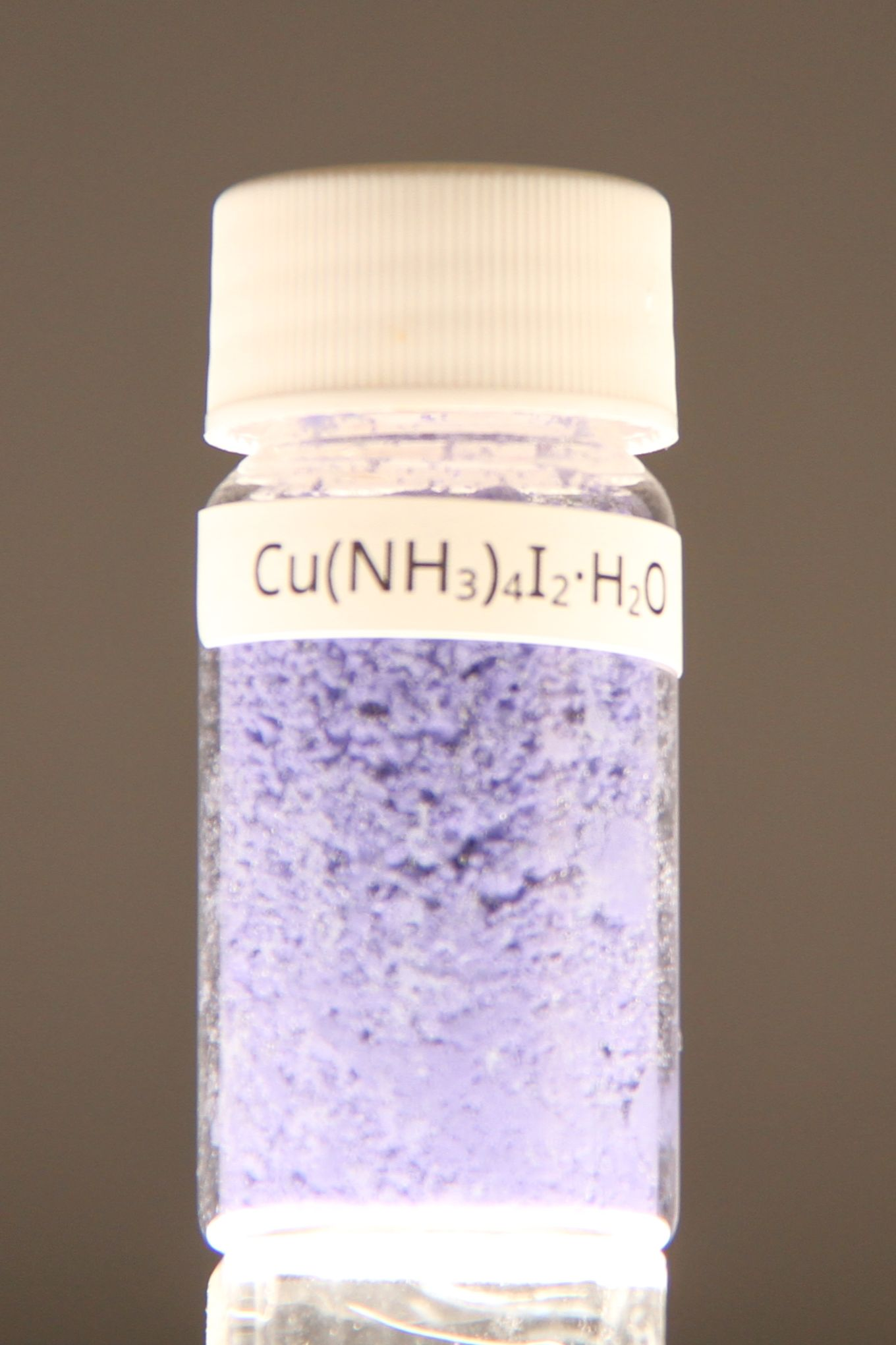
Аналогичное соединение с другим анионом: иодид тетраамиинмеди

Сульфат тетраамминмеди(II) — неорганическое соединение,
амминокомплекс соли меди и серной кислоты 
с формулой [Cu(NH3)4]SO4,

растворяется в воде,
образует кристаллогидраты — синие кристаллы.

## Получение
- Реакция растворов сульфата меди и аммиака с последующим осаждением аммиаката этанолом:

{\displaystyle {\mathsf {CuSO_{4}+4NH_{3}\cdot H_{2}O\ {\xrightarrow {}}\ [Cu(NH_{3})_{4}]SO_{4}+4H_{2}O}}}
В качестве осадителя можно использовать не только этанол, но и другие растворители, например, ацетон. При этом из раствора выпадают кристаллы моногидрата сульфата тетраамминмеди(+2).

## Физические свойства
Сульфат тетраамминмеди(II) образует кристаллы тёмно-синего цвета.
Растворяется в воде, не растворяется в этаноле.
Образует кристаллогидрат состава [Cu(NH3)4]SO4•H2O — синие кристаллы
ромбической сингонии,
пространственная группа P nam,
параметры ячейки a = 1,0651 нм, b = 1,1986 нм, c = 0,7069 нм
.

## Химические свойства
- Разлагается при нагревании до сульфата меди:

{\displaystyle {\mathsf {[Cu(NH_{3})_{4}]SO_{4}*H_{2}O\ \xrightarrow {280-300^{o}C} \ CuSO_{4}+4NH_{3}+H_{2}O}}}
- Комплекс разрушается под действием разбавленных кислот и щелочей[2]:

{\displaystyle {\mathsf {[Cu(NH_{3})_{4}]SO_{4}+2H_{2}SO_{4}\ \xrightarrow {} \ CuSO_{4}+2(NH_{4})SO_{4}}}}
{\displaystyle {\mathsf {[Cu(NH_{3})_{4}]SO_{4}+2NaOH\ \xrightarrow {t} \ Cu(OH)_{2}\downarrow +Na_{2}SO_{4}+4NH_{3}\uparrow }}}